# Anastasia Lobatj
Anastasia Lobatj (hviderussisk: Анастасія Лобач; tr. Anastasia Lobatj) er en hviderussisk håndboldspiller, der spiller for CSM Bucuresti i Rumænien og det hviderussiske landshold. Hun har tidligere spillet for HCM Baia Mare, Zvezda Zvenigorod og HC Homel.

## Meritter med klubben
EHF Cup
- Finalist: 2014